# Alsódobsza
Alsódobsza (hongrois : Alsódobsza [ˈɒlsoːˌdobsɒ]) est une localité hongroise située dans le comitat de Borsod-Abaúj-Zemplén.

## Nom et attributs

### Toponymie
La première mention écrite de la localité figure dans le registre de la dîme papale de 1332-1337, sous le nom de Dobsza. Selon la tradition orale, ce nom viendrait du « son du tambour » (dobszó en hongrois) qui aurait signalé l'arrivée des Tatars lors de leurs invasions. Toutefois, il est plus probable que la localité tire son nom de la famille Dobsai, qui s'y était installée. Plus tard, une famille Kázmér y est également mentionnée, ce qui pourrait expliquer l'ancien nom Kázmérdobsza.

## Site et localisation

### Topographie et hydrographie
La localité est située sur la rive gauche du Hernád, à 22 kilomètres au nord-est de Miskolc par la route, et à 17 kilomètres à l'ouest de Szerencs.
Les pentes de sa frontière occidentale sont dominées par des forêts de robiniers, entrecoupées de quelques étroites bandes de vignobles. Le reste de la zone non bâtie est principalement constitué de champs cultivés et de vergers bien entretenus.
L'implantation de la localité est décrite avec éloquence par l'ancien instituteur József Balogh :
« Le village d'Alsódobsza est situé à la rencontre de l'extrémité nord-est de la Grande Plaine hongroise et des contreforts sud-ouest des montagnes de Zemplén. Plus précisément, dans le coin nord-ouest de la partie sud de l'ancien comitat de Zemplén, à proximité de la rivière Hernád, là où la bordure nord du pays de Harangod se fond dans les collines ensoleillées des contreforts sud-ouest des montagnes de Zemplén. C'est un endroit magnifique ! Les beautés naturelles environnantes émerveillent tous les visiteurs.
Le village est installé sur un plateau offrant, vers l'ouest, une vue splendide sur le Hernád et ses innombrables méandres argentés. L'horizon s'ouvre sur la vaste plaine de la vallée du Hernád, encadrée par les collines de Szikszó, plus loin par le Bükk et la ville de Miskolc, ainsi que par la silhouette toujours fumante de Diósgyőr. On peut également distinguer plusieurs villages aux alentours de Szikszó, et, par temps clair, les massifs des Tatras aux reflets rosés. »

### Géologie et géomorphologie
La région d'Alsódobsza présente un relief vallonné, avec un escarpement abrupt à l'ouest descendant vers la plaine alluviale de la Hernád.
À la fin de l'époque sarmate (13 à 14 millions d'années), la région de Harangod s'est affaissée et a été recouverte par la mer, entraînant le dépôt de sédiments côtiers. Des fossiles marins ont été retrouvés à l'ouest du Felhegy, notamment Prosodacna schmidti et Congeria vident.
À la transition entre le Pannonien inférieur et supérieur, la rive gauche du Hernád s'est soulevée, formant une zone marécageuse où le lignite s'est accumulé. Son exploitation, commencée entre 1925 et 1936, puis brièvement reprise en 1949-1950, s'est révélée peu rentable en raison de la faible qualité du charbon.
L'extraction a également causé des affaissements de terrain menaçant l'agriculture et les habitations. Certaines galeries s'étendaient sous le village, provoquant des vibrations désagréables pour les habitants. À une époque, le charbon était utilisé pour chauffer l'école et récupéré même dans le Hernád par les riverains.
Dans la zone de Doma, des cristaux de gypse se trouvent dans une couche argileuse jaune sous-jacente au lignite. Ces cristaux, formés par la décomposition de matières organiques, ont été fréquemment mis au jour lors de glissements de terrain.
Dans les années 1940, des ouvriers ont découvert des cristaux de différentes tailles lors de la construction d'une route en lacets. Une collection de plus de 50 spécimens était conservée au musée du Zemplén à Szerencs.
À la fin du Pannonien supérieur, la proto-Hernád (Ős-Hernád) a déposé des sédiments graveleux. Lors des périodes glaciaires, les vents ont transporté des particules fines, formant progressivement une couche de lœss, qui atteint 8 mètres à Alsódobsza mais s'amenuise vers l'est.

## Histoire
Le plus ancien propriétaire connu est la famille Perényi, qui reçut le village du roi Sigismond le 20 décembre 1404. En 1405, elle échangea ces terres avec les frères Kysnemty, avant qu'elles ne passent sous le contrôle du palatin Miklós Garai en 1409. En 1410, la localité est mentionnée à nouveau dans les registres de la dîme papale, où il est précisé que sa population, appauvrie, peinait à s'acquitter de ses impôts. En 1465, les seigneurs de la localité sont les familles Gercsey et Csányi, et en 1484, elle revient à la famille Gercsey sous forme de gage.
Au fil des siècles, d'autres propriétaires se succèdent, notamment János Barcskay et sa veuve, ainsi que la famille Lencsés.
Un tournant majeur a lieu entre 1807 et 1808, lorsque la population quitte l'ancien village (Ófalu) pour s'installer à son emplacement actuel. À cette occasion, les emplacements de l'église et de l'école sont définis, et des terres sont attribuées au prêtre et à l'enseignant (respectivement 16 et 8 hectares). La localité prend alors le nom de Kisdobsza, avant d'être renommée Alsódobsza en 1810.
En 1891, un incendie ravage le village, détruisant presque toutes les habitations, mais la reconstruction est rapide. À cette époque, la région est réputée pour sa viticulture, comme l'illustre le blason du village. Toutefois, l'épidémie de phylloxéra vers 1890 met un terme à cette activité, forçant les habitants à se tourner vers une agriculture plus extensive et l'élevage.
Les deux guerres mondiales ont lourdement marqué la localité : 18 soldats ne revinrent pas du premier conflit, et 9 autres trouvèrent la mort ou disparurent durant le second.

## Population

### Minorités culturelles et religieuses
En 2001, la population d'Alsódobsza était composée à 93 % de Hongrois et à 7 % de Roms.
Lors du recensement de 2011, la proportion de Hongrois déclarés s'élevait à 95,6 %, tandis que 5,7 % des habitants s'identifiaient comme Roms, 0,7 % comme Allemands et 0,3 % comme Slovaques. Par ailleurs, 4,4 % des habitants n'ont pas souhaité répondre, et les identités multiples pouvaient faire dépasser les 100 %. Sur le plan religieux, la majorité de la population était réformée (65,8 %), suivie des catholiques romains (17,8 %), des grecs-catholiques (2,3 %) et des luthériens (1 %). Environ 4,4 % des habitants se déclaraient sans affiliation religieuse, tandis que 8,7 % n'ont pas répondu.
En 2022, 92,1 % des habitants se sont déclarés Hongrois, 0,4 % Slovaques et 0,4 % appartenant à une autre nationalité. Comme en 2011, 7,9 % des habitants n'ont pas souhaité répondre, et des identités multiples étaient possibles. Concernant l'appartenance religieuse, 49,1 % de la population était réformée, 15,1 % catholique romaine, 1,4 % grecque-catholique, 0,7 % luthérienne et 0,4 % orthodoxe. Environ 4,3 % des habitants se déclaraient sans religion, tandis que 28,7 % n'ont pas répondu.

## Équipements

### Réseaux extra-urbains
La localité est uniquement accessible par la route, en passant par Gesztely ou Megyaszó via la route 3702. Alsódobsza est accessible depuis Miskolc et Szerencs par la ligne 3730 de Volánbusz.

## Patrimoine urbain

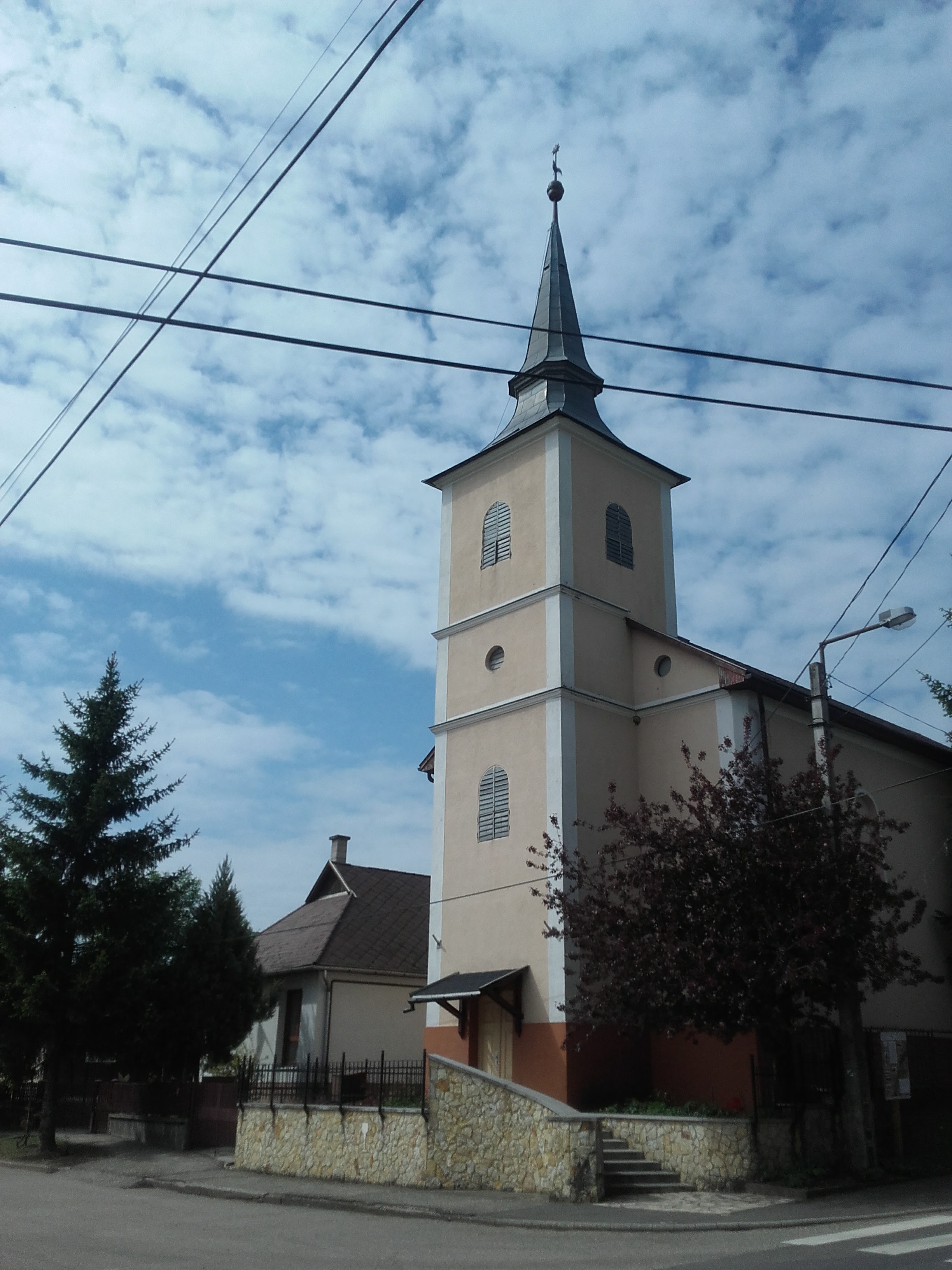
Église réformée.

À l'origine, le village et sa première église réformée étaient situés sur les rives du Hernád. Celle-ci fut détruite par un incendie, puis reconstruite en 1724 au même endroit. Cependant, un tremblement de terre en 1803 ravagea de nouveau l'édifice ainsi que le village. Lors du déplacement de la localité à son emplacement actuel en 1807, une nouvelle église y fut édifiée.
L'église subit un nouvel incendie en 1889, mais fut rapidement reconstruite. En 2007, pour célébrer son bicentenaire, elle fit l'objet d'une restauration complète.
Elle dispose de 330 places assises, d'un plafond plat et plâtré. Sur le mur opposé à la chaire, une plaque commémorative rend hommage aux soldats tombés lors des deux guerres mondiales. L'église possède deux cloches, fondues en 1902 (190 kg) et 1924 (150 kg). Son orgue, conçu par József Gerstenengst en 1943, compte huit registres.
Deux maisons traditionnelles (tájházak) permettent aux visiteurs de découvrir l'ambiance et le mode de vie d'autrefois.